# Călătorie la oraș
Călătorie la oraș este un film românesc din 2003 regizat de Corneliu Porumboiu. Rolurile principale au fost interpretate de actorii Constantin Diță, Ion Sapdaru.

## Distribuție
Distribuția filmului este alcătuită din:
- Safta Vintilă — Femeia de serviciu
- Ada Gârțoman Suhar — Secretara
- Stelică Melinte — Lăutarul
- Constantin Diță — Învățătorul
- Ion Sapdaru — Gigi
- Teodor Corban — Primarul
- Marina Puișoară — Soția primarului